# Norbert Könyves
Norbert Könyves (Senta, 10 de junio de 1989) es un futbolista serbio, nacionalizado húngaro, que juega en la demarcación de delantero para el Paksi FC de la Nemzeti Bajnokság I.

## Selección nacional
Hizo su debut con la selección de fútbol de Hungría el 11 de octubre de 2020 en un encuentro de la Liga de Naciones de la UEFA 2020-21 contra Serbia que finalizó con un resultado de 2-0 a favor del combinado húngaro tras el gol del propio Könyves.

### Goles internacionales
| # | Fecha                 | Estadio                               | Oponente | Gol | Resultado | Competición                         |
| - | --------------------- | ------------------------------------- | -------- | --- | --------- | ----------------------------------- |
| 1 | 11 de octubre de 2020 | Estadio Rajko Mitić, Belgrado, Serbia | Serbia   | 0-1 | 0-1       | Liga de Naciones de la UEFA 2020-21 |

## Clubes
| Club                | País    | Año       | Partidos | Goles |
| ------------------- | ------- | --------- | -------- | ----- |
| FK TSC Bačka Topola | Serbia  | 2007-2008 | 40       | 10    |
| MTK Budapest FC     | Hungría | 2008-2013 | 115      | 26    |
| Paksi FC            | Hungría | 2013-2015 | 64       | 17    |
| Vasas SC            | Hungría | 2015-2016 | 20       | 3     |
| Debreceni VSC       | Hungría | 2016-2019 | 59       | 16    |
| Paksi FC            | Hungría | 2019-2020 | 47       | 3     |
| Zalaegerszegi TE    | Hungría | 2020-2021 | 24       | 6     |
| Diósgyőri VTK       | Hungría | 2021-2023 | 49       | 17    |
| Paksi FC            | Hungría | 2023-2024 | 33       | 14    |
| Vasas SC            | Hungría | 2024-2025 | 8        | 1     |
| Paksi FC            | Hungría | 2025-     | 15       | 4     |

## Palmarés

### Títulos nacionales
| Título          | Club        | País    | Año  |
| --------------- | ----------- | ------- | ---- |
| Copa de Hungría | Paksi F. C. | Hungría | 2024 |
| Copa de Hungría | Paksi F. C. | Hungría | 2025 |